# Istituto Statale per Sordi di Roma
Das Istituto Statale per Sordi di Roma (ISSR) ist ein Forschungs-, Dokumentations-, Beratungs-, Ausbildungs- und Weiterbildungszentrum zum Thema Gehörlosigkeit, das verschiedene Aktivitäten, Organisationen und Schulen beherbergt, die sich mit Gehörlosigkeit befassen. Im ISSR sind die Arbeitssprachen Italienisch und die Italienische Gebärdensprache.

## Beschreibung
Der Sitz der ISSR befindet sich in Rom, in Via Nomentana 56. Es war der Sitz der ersten Sonderschule für Gehörlose in Italien, die 1784 vom Abt Tommaso Silvestri gegründet wurde.
Im Jahr 2006 wurde mit der Resolution Nr. 396 vom 25. Juli 2000 der Region Latium – Abteilung Nr. 9 wurden die bis dahin unter dem Namen Istituto statale per sordi di Roma geführten Schulaktivitäten unter dem neu geschaffenen Istituto statale di istruzione specializzata per i sordi (ISIS) zusammengeführt. Die ISSR wird zu einer gemeinnützigen öffentlichen Einrichtung und wird der Aufsicht des Bildungsministeriums unterstellt. Es setzt seine Aktivitäten unter der Leitung eines Verwaltungsrats unter dem Vorsitz von Simonetta Maragna fort: In diesen Jahren begannen die Dokumentations-, Beratungs-, Schulungs- und Aktualisierungsaktivitäten.
Im Jahr 2006 wurde Professor Ivano Spano zum außerordentlichen Kommissar ernannt und mit der Aufgabe betraut, das Institut in seine neue Rolle als nationale Einrichtung zur Unterstützung der Integration Gehörloser zu führen. Der außerordentliche Kommissar bündelt die bestehenden Aktivitäten und formalisiert sie in Abteilungen.

## Gebäudeteile
Im Inneren des Gebäudes befinden sich als integraler Bestandteile:
- Istituto statale di istruzione specializzata per sordi Antonio Magarotto
- Language and Communication Across Modalities Laboratory (LaCAM; seit 1988);
- Associazione Gruppo SILIS Onlus (1989, 1992);
- Centro Assistenza per Bambini Sordi e Sordociechi (CABSS);
- asilo nido Opera Montessori;
- Accademia Europea Scuola Interpreti LIS;
- Cooperativa "Le Farfalle";
- Associazione Famiglie Italiane Dei Sordi Bilingui (AFISBI);
- Associazione Italiana Corea di Huntington (AICH);
- Università Popolare Integrata per Sordi “Istituto Internazionale degli Studi e Promozione della Cultura Sorda” (UNILIS);
- Associazione Nazionale Interpreti di Lingua dei Segni Italiana (ANIOS);
- Cooperativa Sociale ONLUS "Il Treno"